# Carlos Checa
Carlos Checa, né le 15 octobre 1972 à Sant Fruitós de Bages (Espagne), est un pilote de vitesse moto espagnol.

## Biographie
Débutant sur le circuit des grands prix de vitesse en 1993 en 125 cm3 et 250 cm3, il doit son passage à la catégorie reine en 1995 à la blessure de son compatriote Alberto Puig, surprenant le plateau par sa rapide adaptation qui le conduit à une presque victoire à Barcelone.
Il remporte sa première victoire l'année suivante à Barcelone. Courant toujours pour Honda, il remporte sa deuxième victoire en 1998 en Espagne avant de subir une grave blessure à Donington lors du grand prix de Grande-Bretagne.
Revenu en fin de saison, il rejoint l'année suivante Max Biaggi chez Yamaha. Il est souvent proche de remporter des victoires mais échoue par chutes.
Il court une saison auprès de Valentino Rossi avant de signer chez Ducati pour la saison 2005. Durant l'intersaison, il faillit ne pas retrouver de moto après le retrait de l'équipe de Sito Pons. Il trouve finalement refuge dans l'équipe Tech 3 pour laquelle il pilotera une Yamaha.
Pour les saisons 2008 et 2009, il est pilote Honda au sein de la structure Ten Kate. 
Son frère cadet, David, court depuis 2008 dans la même catégorie que lui sur une Yamaha au sein de la structure du GMT94 de Christophe Guyot.
En 2010 il continue à piloter en Superbike jusqu'à mi-octobre où il est rappelé par le Team Pramac en Moto GP pour remplacer Mika Kallio blessé à Phillip Island.
Il est sacré champion du monde WSBK le 2 octobre 2011 pour la première fois de sa carrière lors de la manche française à Magny-Cours.
Carlos Checa fut titré le 2 octobre 2011 sur le circuit français de Magny-Cours, théâtre de l'avant-dernière manche du championnat ; il a remporté 14 manches sur les 24 courues au terme de cette avant dernière manche. Il fit longtemps équipe avec Max Biaggi au sein du team Yamaha en Grand prix, et il obtient le titre SBK en 2011, alors que son ex-coéquipier l'avait remporté en 2010.

## Palmarès
- 2 victoires en Grand prix (500 cm3) : Grand Prix de Catalogne 1996 et Grand Prix d'Espagne 1998.
- 7 pole positions en Superbike
- 16 victoires en Superbike
- Champion du monde Superbike 2011.

## Autres
Résultats au Rallye Dakar
- 2022 : 66e en catégorie auto sur MD (copilote Ferran Alcayna)[1]
- 2023 : 22e en catégorie auto sur Astara (copilote Marc Sola), 32e au scratch[2]